# Ray Kappe
Raymond „Ray“ Kappe (* 4. August 1927 in Minneapolis, Minnesota, USA; † 21. November 2019) war ein US-amerikanischer Architekt und Hochschullehrer.

## Leben
Kappe, der aus einer rumänisch-jüdischen Einwandererfamilie stammte, war in den ersten zehn Jahren nach dem Abschluss als Architekt mit dem Entwurf und der Errichtung von normalen Wohnhäusern in Holzbauweise befasst. In der Folgezeit befasste er sich mit der Entwicklung von Baumodulen, mit Fertigbau, Passivenergiehäusern und der Anwendung von Solarsystemen. Während seiner Tätigkeit im Rahmen seines Büros Kappe Architects Planners entwarf er Wohngebäude, Gewerbebauten, Hotels und Gebäude für Colleges. Ferner befasste er sich mit Stadtentwicklung und Stadtplanung und engagierte sich für soziale Belange und Gemeinschaftsaufgaben.
Ab 2006 arbeitete Kappe mit der Firma LivingHomes an der Entwicklung von Modularsystemen für Wohnhäuser, wobei er besonderen Wert auf das Zusammenspiel von guter Architektur mit Fertigbauten in gesunder Bauweise und mit nachhaltigen Baumaterialien legte.
Kappes im Jahre 1967 in Pacific Palisades im Westen von Los Angeles fertiggestelltes Wohnhaus Kappe Residence wurde 1996 zum Los Angeles Historical-Cultural Heritage Monument erklärt und ist somit geschützt. Ein weiteres Beispiel für seine Architektur ist die in Brentwood in Los Angeles errichtete Benton Residence, in der ein Stahlgerüst mit Brettschichtholz verbunden wurden.
Sein Archiv hat Kappe 2015 im Rahmen eines Vorerbes dem Getty Research Institute vermacht.

## Lehrtätigkeit
Kappe war 1969 Gründungsmitglied des Lehrkörpers für die Architekturfakultät der California State Polytechnic University, Pomona, die er jedoch nach dreieinhalb Jahren mit einem Teil der Studenten und der Lehrenden verließ, um das Southern California Institute of Architecture (SCI-Arc) in Santa Monica aufzubauen. Das Institut befindet sich heute in Downtown Los Angeles.

## Bauten (Auswahl)
- 1956: Stoner Residence, Naples Island, Long Beach (Abriss 2025 geplant)
- 1972–76 (für Kahn, Kappe, Lotery Architects): Sultan-Price House, Los Angeles[2]
- 1991: Keeler House, Pacific Palisades, Los Angeles (2025 abgebrannt)

## Auszeichnungen und Ehrungen
- Fellow des American Institute of Architects (AIA).
- Richard Neutra International Medal for Design Excellence.
- California Council/AIA Bernard Maybeck Award for Design Excellence.
- Topaz Medal der AIA für seine Verdienste bei der Ausbildung im Bereich der Architektur.
- AIA Lifetime Achievement Award für sein Lebenswerk.

für seine Häuser bei Living Home:
- Leadership in Energy and Environmental Design (LEED) Platin-Auszeichnung.
- AIA Sustainability Award des Jahres 2007.

## Ausstellungen
- 2003–2004: Ray Kappe Retrospective, Architecture and Design Museum Los Angeles.